# 王平 (西汉)
王平（前2世纪—前78年），一作王評，字子心，齐国（治今山东省淄博市临淄区）人，西汉政治人物。汉昭帝即位，王平以故廷尉持节巡行郡国，察举贤良。始元五年（前82年），益州边族反汉朝，王平任军正，与田广明率兵出征益州，捕拿斩获三万余人。后来再任廷尉。元凤三年（前78年），王平与少府徐仁调查燕王刘旦谋反，他认为桑弘羊之子桑迁藏匿在侯史吴家，不是藏匿谋反者而是藏匿连坐者，于是不予治罪。因此触怒了大将军霍光，让侍御史弹劾他放纵谋反，被拘捕下狱，腰斩於市。